# Harry Cochrane
Pour les articles homonymes, voir Cochrane.
Harry Cochrane, né le 24 avril 2001 à Glasgow en Écosse, est un footballeur écossais qui évolue au poste de milieu de terrain à l'Arbroath FC.

## Biographie

### Carrière en club
Harry Cochrane est formé au club d'Heart of Midlothian. En juin 2017, il signe son premier contrat professionnel, courant jusqu'en 2020. Après être passé par les différentes catégories de jeunes, il fait sa première apparition avec l'équipe première le 30 septembre 2017, à seulement 16 ans, lors d'un match de Scottish Premiership face au Dundee FC. Il est titularisé lors de cette partie, mais son équipe s'incline (2-1).
Le 24 juillet 2021, Harry Cochrane rejoint Queen of the South, où il s'engage après un essai convaincant avec le club,.

### Carrière en équipe nationale
Harry Cochrane est sélectionné avec les équipes de jeunes d'Écosse, des moins de 15 ans jusqu'aux moins de 19 ans.
Il participe aux éliminatoires du championnat d'Europe des moins de 17 ans en 2018, puis aux éliminatoires du championnat d'Europe des moins de 19 ans en 2018-2019.